# 味わいパスポート
『味わいパスポート』（あじわいパスポート）は、NHK総合テレビジョン「23時のNHK」で2002年4月2日から2003年3月11日の毎週火曜日23:15-23:45に放送されたグルメ紀行番組である。

## 概要
この番組は、2001年12月19日に特別番組として放送されて好評だったことを受けてレギュラー放送となったもので、毎回各界の著名人がレポーターとして世界各地で日本人にもなじみのある料理を現地のガイドさんとともに食べ歩きをし、最後にはガイドさんがその料理を手作りしてレポーターにご馳走するというものだった。また、これに付随して、その料理に関する豆知識を取り上げる「味わいナビゲーション」を挿入した。
番組開始当初は室井滋によるショートコントが放送されていた。

## ナレーター
- 江原正士（本編）
- 柴田祐規子アナウンサー（味わいナビゲーション）